# Eurythenes plasticus
Eurythenes plasticus es una especie de anfípodo del género Eurythenes, descrita por primera vez en 2020. Fue nombrada en referencia al plástico encontrado en su estómago.
Esta especie de Eurythenes se encontró entre profundidades de 6010 m (19 720 pies) y 6949 m (22 799 pies) de profundidad en la Fosa de las Marianas del Océano Pacífico en 2014.

## Controversias
El hallazgo de esta nueva especie género controversias a raíz del descubrimiento de una microfibra de 0,65 mm, 83,74% similar al tereftalato de polietileno en uno de los especímenes, lo que sugeriría que la contaminación de plásticos esta afectando a esta especie recién descubierta.

Encontrar una nueva especie que no sabíamos que existía antes y encontrar plástico en ella, solo muestra cuán extendido está esto como contaminante.
Johanna Weston, estudiante de doctorado e investigadora.